# United States Penitentiary, Victorville
United States Penitentiary, Victorville (USP Victorville) är ett federalt fängelse för manliga intagna och är belägen i Victorville, Kalifornien i USA. Den är en del av fängelsekomplexet Federal Correctional Complex, Victorville. Fängelset förvarar intagna som är klassificerade för säkerhetsnivån "hög". USP Victorville förvarade 2 098 intagna för november 2022.
Fängelset invigdes 2004.